# Gli Aristocratici
Gli Aristocratici è un gruppo di personaggi immaginari protagonisti di un'omonima serie a fumetti creata da Alfredo Castelli (testi) e Ferdinando Tacconi (disegni) nel 1973, pubblicata sul Corriere dei ragazzi e più volte ristampata in Italia e all'estero. Nel trentennale dell'esordio della serie, gli è stata dedicata una mostra.

## Storia editoriale
La serie venne ideata da Alfredo Castelli e dal disegnatore Ferdinando Tacconi ed esordì nel 1973 sul Corriere dei ragazzi, incontrando subito il favore dei lettori, e verrà più volte ristampata sia in Italia che all'estero, in una dozzina di paesi. La serie verrà prodotta in Italia fino al 1977 (n. 28) per un totale di 33 storie pubblicate sul Corriere dei Ragazzi che cambia poi denominazione divenendo Corrier Boy; su quest'ultima testata verranno pubblicati altri quattro episodi. Contemporaneamente, a partire dal 1973, la serie era stata pubblicata anche in Germania sul settimanale tedesco Zack; e per questa rivista verranno prodotte dal 1977 altre 16 storie della serie, qui chiamata Gentlemen GmbH, pubblicate fino al 1980 e che verranno poi pubblicate in Italia dal 1997 su Il Giornalino, oltre a essere raccolte in volume in varie iniziative editoriali dagli anni novanta in poi. Negli anni ottanta alcune riviste italiane come Eureka, Magic e il Giornalino riproporranno gli episodi della prima serie.
Alla scrittura della serie contribuì senza essere accreditato anche Tiziano Sclavi che poi, nel 1983, svilupperà per il Giornalino il fumetto dedicato all'agente segreto Philip Allen, che ricorda in parte il personaggio di Michael Allen degli Aristocratici, di cui viene ripresa l’ambientazione inglese.
Sono stati realizzati volumi antologici pubblicati da vari editori italiani che raccolgono parzialmente o interamente la serie.
Successivamente alla conclusione della serie, il gruppo di personaggi è comparso anche in altre serie come, Martin Mystère, sempre scritta da Castelli, come nell'albo I misteri di Londra (1989) e l'ultima nell'albo Homunculus (2007).

## Trama
Al centro della trama della serie c'è un gruppo di ladri gentiluomini inglesi denominato Gli Aristocratici, per via del loro aspetto impeccabile. Sempre implicati in colpi impossibili, disprezzano l'uso della violenza e devolvono tutto il ricavato dei loro lavori in beneficenza, trattenendo solo "un modesto 10% come rimborso spese". Questo li fa passare spesso dalla parte della giustizia, collaborando in madrepatria e negli Stati Uniti con la polizia per catturare mercanti d'armi e spacciatori senza scrupoli.

## Personaggi
- Il leader del gruppo è il Conte, gentiluomo britannico dai modi raffinati.[2][3][5]
- Fritz è un inventore tedesco, autore di tutti i piani e dei marchingegni di fuga.[2][3][5]
- Moose, gigante irlandese amante della birra e delle scazzottate.[2][3][5]
- Alvaro, playboy italiano esperto nello scassinare qualsiasi serratura, la maggior parte delle quali in meno di 30 secondi.[2][3][5]
- Jean, nipote del Conte, si serve della seduzione per facilitare le imprese del gruppo.[2][3][5]
- Michael Allen è fidanzato di Jean e ispettore di Scotland Yard. Sospetta che il Conte e il suo gruppo siano criminali, ma non riesce a provarlo; in quanto uniti entrambi da Jean, il gruppo e Michael si aiutano cavandosi spesso fuori dai guai a vicenda. L'ispettore diverrà in seguito protagonista di una propria serie a fumetti (L'ispettore Allen).[2][3][5]
- Derek Collins, abilissimo trasformista, fu tra i soci fondatori del gruppo ma, resosi colpevole di omicidio nel corso di un furto, fu fatto arrestare dai suoi stessi compagni e, di conseguenza, estromesso. Diverrà perciò loro acerrimo nemico.[2][3][5]
- Spesso nelle storie degli Aristocratici fanno capolino numerosi personaggi letterari e cinematografici, da James Bond a un redivivo Sherlock Holmes, passando per Jacques Clouseau e tanti altri.[5]

## Premi e riconoscimenti
- Nel trentennale della nascita degli Aristocratici, a Milano fu allestita una mostra allo "Spazio Crapapelada" (diventato in seguito Spazio Papel), con le 12 tavole che componevano la prima storia. In quella occasione la storia fu ripubblicata in una cartella di tavole sciolte, firmate dal disegnatore Ferdinando Tacconi, con un omaggio di Alfredo Castelli e una presentazione di Michele Medda (Gli Aristocratici - Ed. Crapapelada 2003).

## Eredità
Da Gli Aristocratici è nata come spin-off la serie a fumetti Agente Allen, pubblicata su Il Giornalino tra il 1983 e il 1986.